# Jan Sahara Hedl
Jan Sahara Hedl (ur. 9 stycznia 1957 w Pradze) – czeski muzyk, kompozytor, tekściarz, piosenkarz i gitarzysta. Współzałożyciel grupy Precedens. Jest także autorem tekstów do musicali. 

## Dyskografia
- Tajnej svatej (1994)
- Šílené pondělí (1995)
- Matka Zebra (2001)